# スポルチーヴナヤ駅 (モスクワ地下鉄)
スポルチーヴナヤ駅（スポルチーヴナヤえき、ロシア語: Спортивная 発音）はモスクワ地下鉄・ソコーリニチェスカヤ線の駅で、フルンゼンスカヤ駅とヴォロビヨーヴイ・ゴールィ駅の間にある。

## 歴史
1957年5月1日に開業した。駅名は近隣にあるスポーツ施設、現ルジニキ・オリンピック・コンプレックス（モスクワオリンピックの主会場ルジニキ・スタジアムを含む）による。